# Nachla'ot

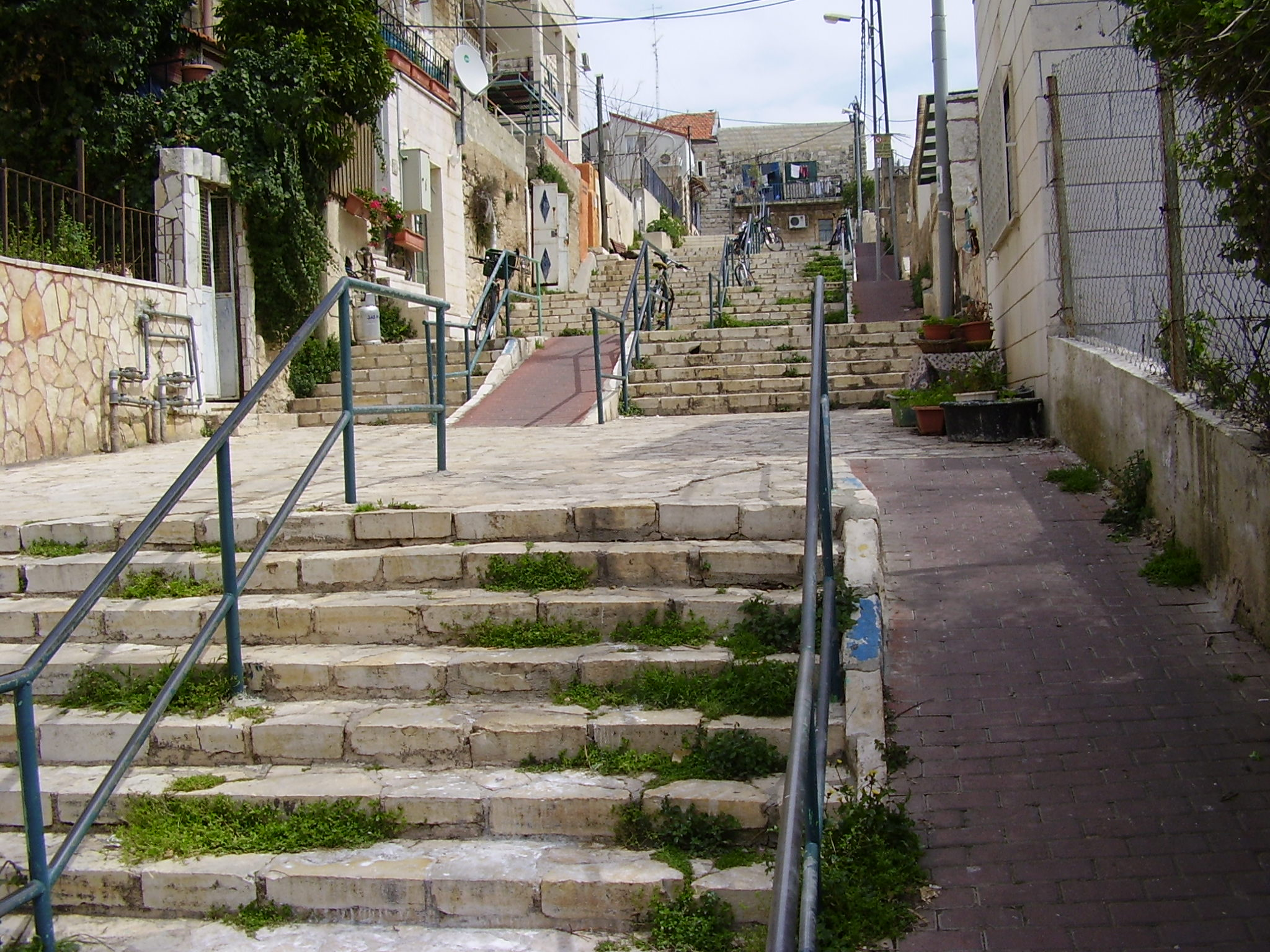
Ulice v Nachla'ot (obytný soubor Nachalat Achim)

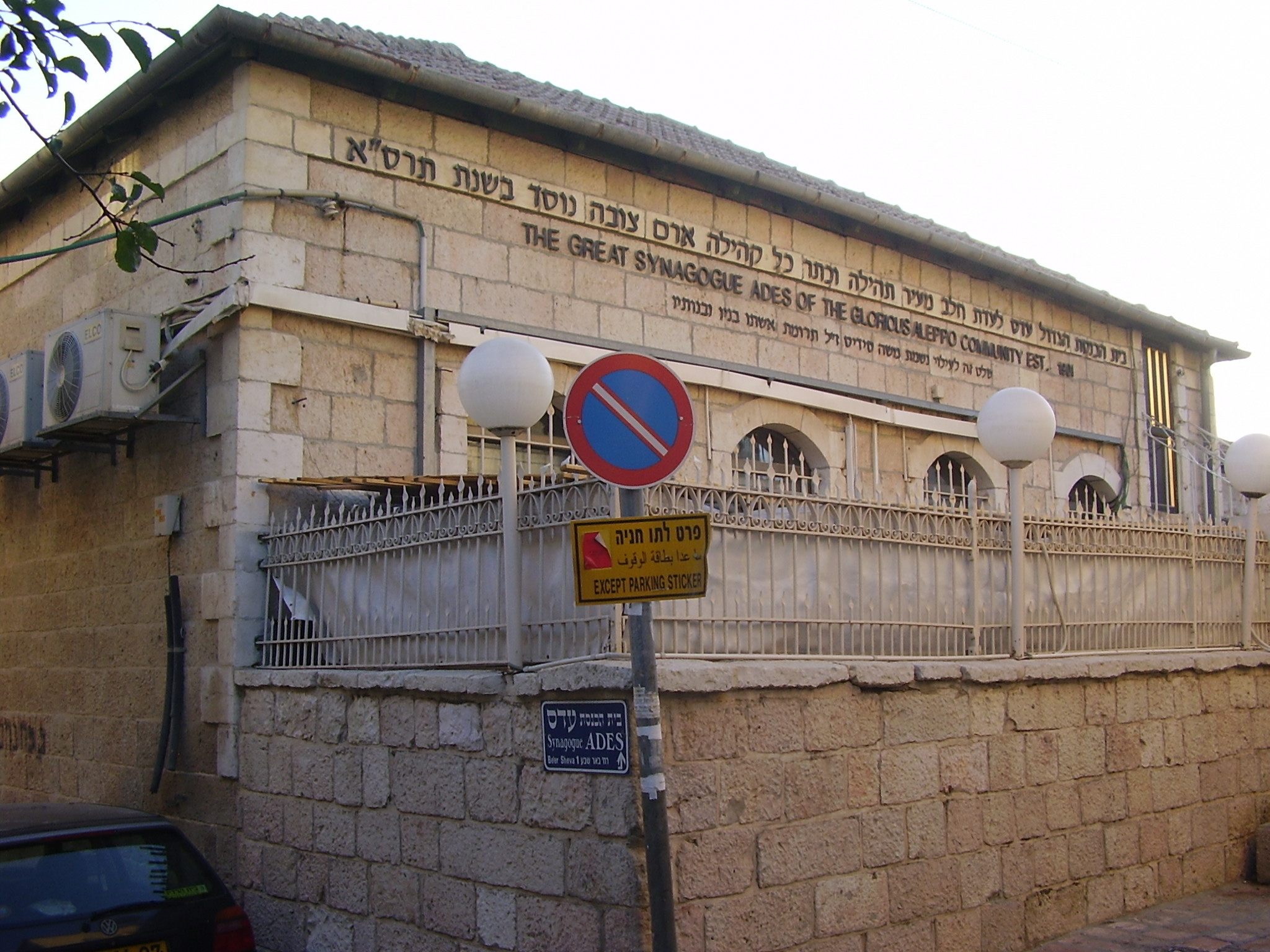
Synagoga Ades v Nachla'ot

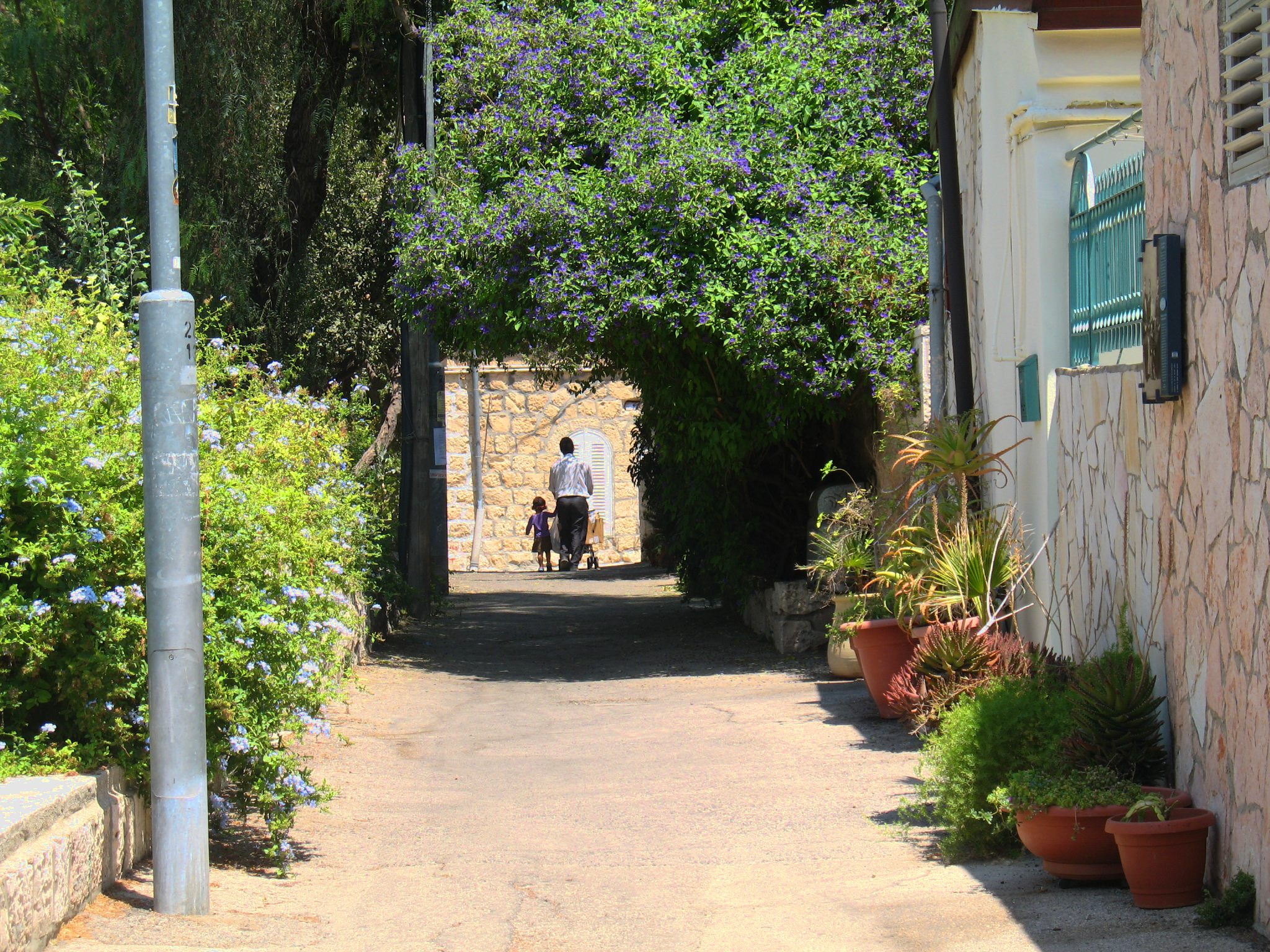
Zástavba v boční ulici v Nachla'ot

Nachla'ot (hebrejsky: נחלאות‎) je městská čtvrť v centrální části Jeruzaléma v Izraeli.

## Geografie
Je součástí širšího zastavěného distriktu zvaného Lev ha-ir (Střed města), který zaujímá centrální oblast Západního Jeruzaléma. Nachla'ot sestává z mnoha samostatných menších obytných souborů, které zde na tehdejší periferii města vznikaly od konce 19. století. Jde například o soubory Mazkeret Moše, Miškenot Jisra'el, Nachalat Achim, Ohel Moše, Sukat Šalom, Ševet Achim, Zichron Achim, Zichron Josef nebo Zichron Tuvja. Nachla'ot leží v nadmořské výšce okolo 800 metrů, cca 2 kilometry západně od Starého Města. S Nachla'ot sousedí na severu čtvrť Machane Jehuda, na jihu Ša'arej Chesed a Rechavja. Populace čtvrti je židovská.

## Dějiny
Výstavba jednotlivých obytných souborů v rámci nynější čtvrti Nachla'ot začala již v 80. letech 19. století. Další vlna nové výstavby zde probíhala ve 20. letech 20. století. Od konce 20. století prochází tato část města rozsáhlými investicemi a stěhují se sem bohatší obyvatelé. Populace je rozmanitá, ale trendem je posilování podílu nábožensky sionistických a ultraortodoxních rodin.